# Alice Ngii
Alice Ngii (* 6. Oktober 1993 in Machakos, Machakos County) ist eine kenianische Fußballnationalspielerin.

## Karriere

### Verein
Ngii startete ihre Fußballkarriere in der Schulmannschaft der Masewani Primary School in Yatta, dort spielte sie unter anderem an diversen Provincial Championships, dem Inter Constituencies und den Yatta Ministry of Youth and Sports Tournament. 2005 ging sie an die Matangini Secondary School und nahm mit dieser am Yatta Tournament, den Copa Coca Cola und dem Yatta CDF tournament teil. 2010 wechselte sie zur African Medical and Research Foundation, mit der sie den Sakata Ball 2011 spielte. Nach dem Sakata Ball wechselte sie im Frühjahr 2011 zum FKF-Girls-Premier-League-Verein Matuu Heroes im Machakos District. 2012 verließ sie ihren Verein die Matuu Heroes und wechselte zum Ligarivalen MOYAS Ladies. Mit den in Kisumu beheimateten Ladies holte sie im Dezember 2012 den Jamhuri Women’s Peace Football Cup.

### Nationalmannschaft
Seit 2011 gehört Ngii zur A-Nationalmannschaft und ist seit 2012 auch Mannschaftskapitänin für die Kenianische Fußballnationalmannschaft der Frauen.

## Erfolge
- 2012: Jamhuri Women’s Peace Football Cup